# Ванновский (Туркменистан)
Ванновский — посёлок в Ахалском велаяте Туркменистана в долине реки Фирюзинка, примерно в 24 километрах к западу от Ашхабада.

## История
Основан в 1890 году русскими переселенцами из Харьковской и Саратовской губерний под названием Козельный. В 1898 году переименован в Ванновский в честь Ванновского П.С., в то время военного министра Российской империи. В 1910 году население составляло 87 человек.